# Parque Ribera Biobío
Parque Ribera Biobío o también conocido cómo Parque Ribera, es un parque urbano ubicado en Chiguayante, Chile.  

## Biodiversidaddel parque
El parque tiene 42 mil metros cuadrados de área verde, lo cuál fue creado por la Municipalidad de Chiguayante y el Gobierno Regional del Biobío.  Agregaron juegos de agua cerca de 2023, para las temporadas de verano.  Se incluyó, la sección "Parque Ribera II" para crear más iluminación, juegos, y ampliar el sector, lo cuál fue ejecutado por Serviu Biobío. 